# Placochelys
Placochelys (лат., от др.-греч. plax, plakos — плита, и др.-греч. chelys — черепаха) — род похожих на черепах вымерших морских пресмыкающихся из отряда плакодонтов. Жили в верхнетриасовой эпохе. Ископаемые остатки, относимые к роду, найдены на территории Австрии, Венгрии, Германии и  Италии. Впервые описан в 1902 году Отто Йекелем (О. Jaekel), на основе ископаемых остатков из Венгрии, найденных в 1899—1900 годах.

## Описание
Как и остальные плакодонты, не являлись полностью водными животными, обитали в прибрежной полосе. По сравнению с близким родом Cyamodus, череп более узкий и удлинённый, с беззубым подобием клюва на конце, который использовался для раздавливания раковин моллюсков и панцирей ракообразных. Верхняя челюсть была оснащена тремя зубами полусферической формы с каждой стороны, и ещё по два располагались на нёбе. На нижней челюсти располагалось по два полусферических зуба.
Шейные позвонки Placochelys частично редуцированы, хвост короче, чем у других аналогичных плакодонтов (таких как Psephoderma), количество позвонков грудного и тазового отдела неизвестно, так как они скрыты карапаксом. Все четыре конечности были преобразованы в ласты с тонкими пальцами, но в отличие от современных черепах, пальцы были все ещё различимы и оснащены когтями. Пястные кости примерно одного размера, плюсневые кости короткие и почти одинаковые. На 2—4 пальцах появляются дополнительные фаланги.
Карапакс плоский, составленный из ряда костных элементов, покрыт бугорками. Длина Placochelys составляла 80—90 см.
- Восстановленный череп, Музей естествознания, Берлин
- Расположение зубов

## Систематика
Согласно О. Rieppel, 2000 год:
Надотряд Sauropterygia Owen, 1861
- Отряд Placodontia Cope, 1871
  - Подотряд Cyamodontoidea Nopcsa, 1923
    - Надсемейство Placochelyida Romer, 1956
      - Семейство Placochelyidae Romer, 1956
        - Род Placochelys Jaekel, 1902
          - Вид Placochelys placodonta Jaeckel, 1902

К роду Placochelys ранее были отнесены и некоторые другие виды (P. zitteli, P. stoppanii, P. alpissordidae, P. malanchinii), однако теперь все они отнесены к виду Psephoderma alpinum.
Другой предполагаемый вид рода — P. minutus — был найден в Китае, но его систематическое положение пока не ясно.

## Placochelysна марках
- Изображён на марках Венгрии[8] в 1969 году (номинальная стоимость: 10 Ft)  (Mi #HU 2526A; Yt #HU 2062; Sc #HU 1996).
- Изображён на марочном блоке Никарагуа[9] в 1998 году (номинальная стоимость: 6C$), с ошибкой в подписи (марка подписана как Brachiosaurus).